# Michel Crozier
Michel Crozier (6 de noviembre de 1922, Sainte-Menehould – 24 de mayo de 2013, París) fue un sociólogo y politólogo francés, uno de los principales referentes de la sociología de las organizaciones. Sus principales investigaciones tratan sobre la burocracia y el cambio organizacional. Se graduó en HEC Paris.

## Libros
- Nouveau regard sur la société française, Paris, Odile Jacob, 2007
- À quoi sert la sociologie des organisations ?, Paris, Arslan, 2000
- The Trouble with America: Why the Social System Is Breaking Down (Berkeley, CA: University of California Press, 1984).
- Strategies for Change. Cambridge, MA: MIT Press, 1982.
- (Con Friedberg, Erhard) Actors and Systems. Chicago: University of Chicago Press, 1980.
- The Crisis of Democracy: On the Governability of Democracies, New York University Press, 1975 (con Samuel P. Huntington y Joji Watanuki / En Español: La crisis de la democracia: Informe sobre la gobernabilidad de las democracias) a la comisión trilateral.
- Le Phénomène bureaucratique, Paris, Le Seuil, 1963 / (2010) The Bureaucratic Phenomenon (with a new introduction by Erhard Friedberg) (New Brunswick and London: Transactions Publishers, 2010). (Originally published: Chicago: University of Chicago Press, 1964)

### Otros
- "Organizations as Means and Constraints of Collective Action," in: Warner, M. (éd.). Organizational Choice and Constraint (London: Publishers of Grower Press, Saxon House, 1977).
- "The Boundaries of Business: the Changing Organization" in Harvard Business Review, July 1991, pp. 138–140.
- "The relational Boundaries of Rationality" in: K.R. Monroe (Ed.), The Economic Approach to Politics: A Critical Reassessment of the Theory of Rational Action (New York, Harper Collins, 1991), pp. 306–316.

## Distinciones
- Premio Alexis Tocqueville (1997)
- Miembro de American Academy for Arts and Sciences (1969)[3]
- Miembro de American Philosophical Society (1975)[4]
- Miembro de Académie des Sciences morales et politiques (1999)[5]